# Kolpotocheirodon
Genre
Kolpotocheirodon est un genre de poissons d'eau douce téléostéens de la famille des Characidae (ordre des Characiformes).

## Répartition
Les deux espèces de ce genre se rencontrent en Amérique du Sud.

## Liste des espèces
Selon World Register of Marine Species (5 décembre 2023) :
- Kolpotocheirodon figueiredoi Malabarba, Lima & Weitzman, 2004
- Kolpotocheirodon theloura Malabarba & Weitzman, 2000

## Classification
Le nom valide complet (avec auteur) de ce taxon est Kolpotocheirodon Malabarba (d) & Weitzman (d), 2000,.

## Publication originale
- (en) Luiz R. Malabarba et Stanley H. Weitzman, « A new genus and species of inseminating fish (Teleostei: Characidae: Cheirodontinae: Compsurini) from South America with uniquely derived caudal-fin dermal papillae », Proceedings of the Biological Society of Washington, Washington, vol. 113, no 1,‎ janvier 2000, p. 269-283 (ISSN 0006-324X, e-ISSN 1943-6327, lire en ligne, consulté le 5 décembre 2023).